# Assemblea federal d'Alemanya
L'Assemblea federal (en alemany: Bundesversammlung) és una assemblea política a Alemanya del qual l'únic encàrrec és l'elecció del president federal.
Segons l'article 54 de la constitució l'assemblea està constituïda pels representants del parlament federal i un nombre igual d'electors designats pels parlaments dels estats federals. El 2012, l'assemblea tenia 1228 membres. Els electors delegats pels estats no han de ser mandataris polítics: cada ciutadà que ompleix les condicions d'eligibilitat al Bundestag, pot ser enviat a l'Assemblea federal. El nombre d'electors atribuït a cada estat és proporcional a la seva població. Al costat de polítics actius s'hi troben polítics jubilats o altres persones prominents del món cultural o esportiu. Des de la reunificació alemanya el 1991, l'assemblea es reuneix a l'edifici del Reichstag a Berlín.
La darrera assemblea va celebrar-se el 18 de març de 2012 i va elegir Joachim Gauck com a successor de Christian Wulff, demissionari. En temps normals, quan el president ha acabat el seu mandat de cinc anys, l'assemblea federal se celebra cada cinc anys a la diada de la Constitució alemanya, el 23 de maig. Com el 18 de març és l'anniversari de les primeres - i úniques - eleccions llibres a la República Democràtica Alemanya del 1990, el president del parlament federal va proposar que d'ara endavant, l'elecció d'un president federal se celebrarà en aquest dia.